# Brouwerij De Gulzige Gans
Brouwerij De Gulzige Gans is een kleinschalige Nederlandse brouwerij, gevestigd in Coevorden, Drenthe. De brouwerij werd opgericht op 1 april 2008 en specialiseert zich in speciaalbieren in Belgische stijl.

## Geschiedenis
De brouwerij werd in 2008 opgericht door Bert Calkhoven, die in 1994 begon als hobbybrouwer. Aanvankelijk opereerde hij onder de naam "Huisbrouwerij 't Snatertje", maar in 2008 veranderde hij de naam in "Brouwerij De Gulzige Gans" na bezwaren van een brouwerij in Amsterdam met een vergelijkbare naam. De nieuwe naam verwijst naar de bijnaam van Coevorden, "ganzenstad", en sluit aan bij het ganzen-thema dat terugkomt in het logo en op de etiketten van de brouwerij.

## Bieren
De brouwerij produceert verschillende speciaalbieren. Enkele bekende bieren zijn:
- Snaterwater: Een blond bier.
- Waggel: Een tripel met een alcoholpercentage van 9%.
- Kachel: Een quadrupel met een alcoholpercentage van 9,5%.
- Bokkige Bok: Een bokbier.
- Spring in 't Veld: Een tarwebier met lindebloesem.
- Vreemde Eend: Een wisselbier dat varieert per batch.

De brouwerij produceert circa 180 liter bier per week, dat voornamelijk wordt afgevuld in 33cl flessen.

## Organisatie
De brouwerij fungeert als een familiebedrijf. Bert en Monique Calkhoven zijn de eigenaren en werken beiden in de brouwerij. Bert is de brouwer en Monique doet de administratie. Hun zoon, Martijn Calkhoven, ontwerpt de etiketten en beheert de website van de brouwerij.

## Erkenning
De brouwerij heeft door de jaren heen verschillende prijzen gewonnen. In 2009 werd het bier verkozen tot het beste bier van Drenthe. Het etiket van Kachel, ontworpen door Martijn Calkhoven, werd verkozen tot het mooiste etiket van het jaar. Daarnaast behaalde de Bokkige Bok in 2012 de vijfde plaats en in 2013 de derde plaats tijdens landelijke bokbierwedstrijden.
Drentsche Schans · Brouwerij De Gulzige Gans · Brouwerij Maallust